# Fulaga
Fulaga je srpkovitě tvarovaný korálový ostrov fidžijského souostroví Lau. Patří do jižního souostroví Lau. Nachází se 19.17° jižní šířky a 178.65° východní délky. Má rozlohu 18,5 km² a maximální výšku 79 m.